# Volkswagen-Currywurst

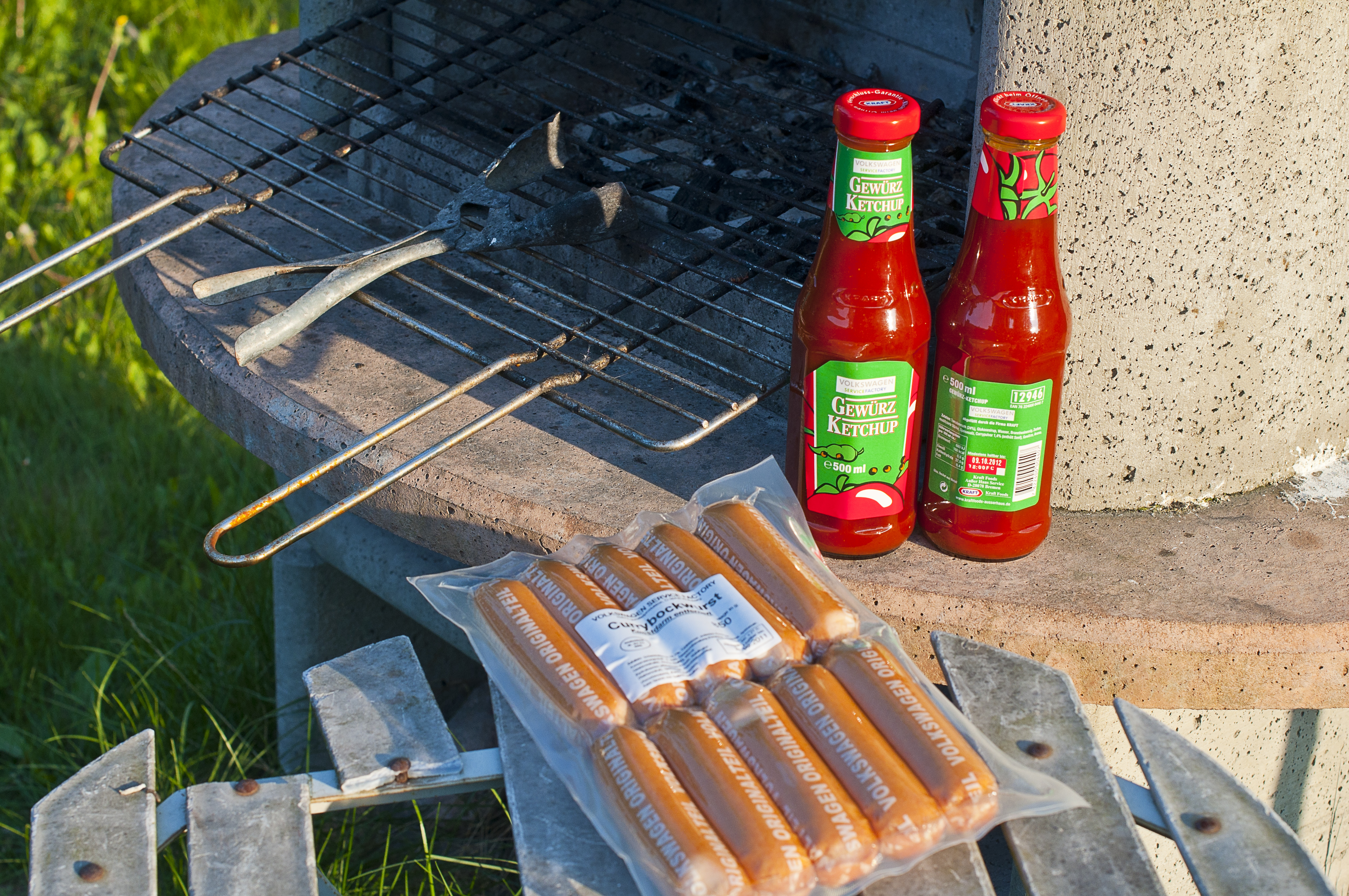
Volkswagen-Currywurst

Die Volkswagen-Currywurst (gemäß Eigenbezeichnung „Currybockwurst“) ist ein Lebensmittelprodukt des Automobilkonzerns Volkswagen AG.

## Zusammensetzung

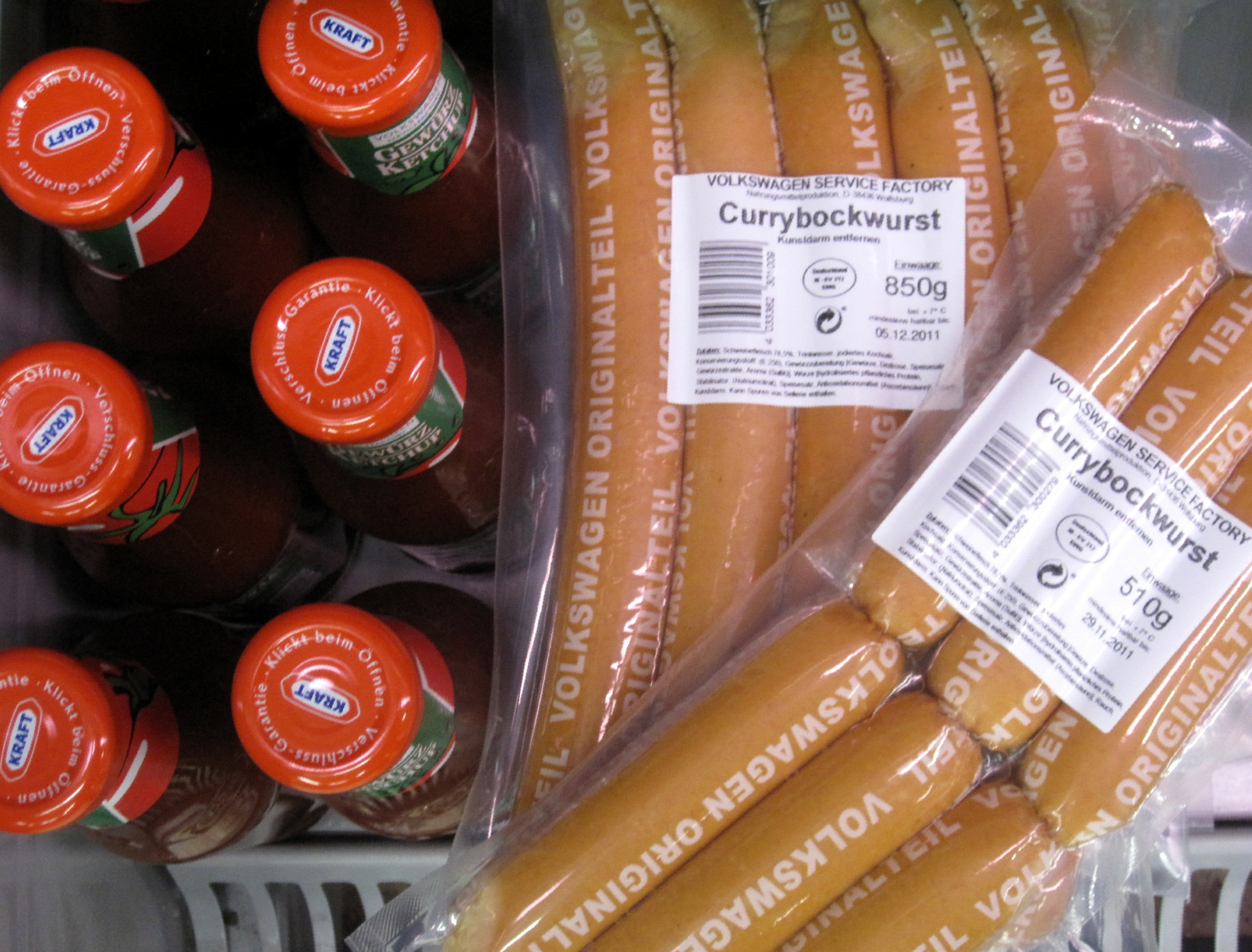
VW-Currywurst in zwei Varianten mit dazugehörigem Ketchup in einem Supermarkt.

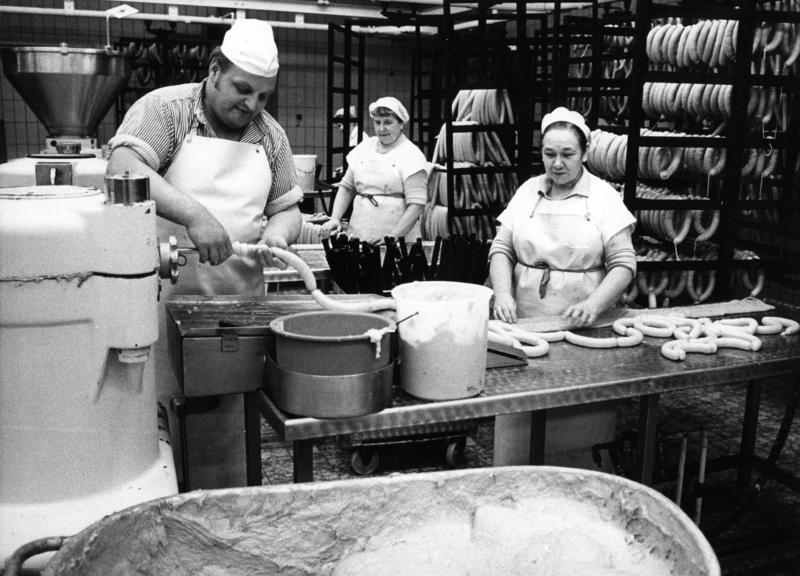
1973: In der VW-eigenen Schlachterei im Volkswagenwerk Wolfsburg wird die VW-Currywurst hergestellt.

Die Currywurst ist eine als Bockwurst heiß geräucherte, vorgegarte Brühwurst. Sie besteht aus Schweinefleisch, wobei Schweinebacke, Schweinebauch und Speck verwendet werden. Die rohe Wurstmasse wird mit Speisesalz, Currypulver und anderen Gewürzen vermengt. Die typische Rötung entsteht durch die Konservierung mit Pökelsalz, das Natriumnitrit enthält. Die Würste werden in Schäldärmen portioniert, die vor der Zubereitung entfernt werden müssen. Innerhalb dieser entsteht bei der Produktion aus Fleischeiweiß eine Eigenhaut, die darmähnliche Gareigenschaften besitzt. Ursprünglich wurde die Wurst bei einer Länge von 25 cm zu 170 Gramm portioniert. Auf Kundenwünsche hin werden auch kleinere Würste zu 85 Gramm und 12,5 cm angeboten. Die Wurst wird nicht wie andere Currywürste mit Currysauce oder einer Tomatensauce mit Currypulver angerichtet, sondern typischerweise mit einem Gewürzketchup nach VW-eigenem Rezept von Develey.

## Geschichte
Das Volkswagenwerk wurde 1937/1938 im ländlich geprägten und dünn besiedelten Gebiet nahe dem Schloss Wolfsburg bei der damaligen Stadt Fallersleben erbaut.
Das Werk schuf sich eine eigene Infrastruktur. Nach 1945 war die Zukunft der vor allem als Rüstungsbetrieb genutzten Fabrik zunächst ungewiss. Eine Demontage wurde vermieden und die zivile Produktion aufgenommen. Die Zeit der eigenen Lebensmittelherstellung bei Volkswagen begann früh, wozu das Werk betriebseigene Bauernhöfe unterhielt. Auch in den 1950er Jahren stellten eigens bei Volkswagen beschäftigte Fleischer verschiedene Wurstsorten für die Beschäftigten her. Die Volkswagen-Currywurst wird seit 1973 hergestellt. Zu dieser Zeit erzeugte Volkswagen das nötige Fleisch in der Schweinemast für die Wurst noch selbst. Das Berliner Currywurstmuseum präsentierte die Wolfsburger Variante in einem Video und in einer Vitrine.
Bis Sommer 2018 wurde das Ketchup von Kraft (Mondelez International) produziert, seither mit erhöhtem Tomatenmarkanteil und vermindertem Zuckeranteil von Develey.

## Vertrieb
Die Wurst wird vorrangig in den Werkskantinen verkauft, sie wird den VW-Mitarbeitern in Wolfsburg bereits ab 8 Uhr morgens angeboten.
An weitere Vertriebswege der Volkswagen-Currywurst wurde zur Anfangszeit 1973 nicht gedacht – im Laufe der Zeit kamen jedoch weitere Vertriebskanäle hinzu. So wird Besuchern der Autostadt die Wurst in einem der dortigen Restaurants angeboten. An den Presse- und Fachbesuchertagen der IAA bietet VW an seinem Stand den Gästen die Volkswagen-Currywurst an. Diese Wurst wird im Fußballstadion des VfL Wolfsburg in einer verkürzten Variante von 16 cm Länge serviert.
Über den Einzelhandel vertreibt der Konzern die Volkswagen-Currywurst national und international in zwölf Ländern (Stand 2024). Da es sich bei der Wurst um ein offiziell deklariertes Originalteil handelt, ist es jedem lizenzierten VW-Händler möglich, die Wurst über das VW-Bestellwesen zu ordern (Teilenummer 199 398 500 A). Neben dem Produkt aus Schweinefleisch wird die Volkswagen-Currywurst zeitweise aus Geflügelfleisch angeboten, dazu kommt mitunter eine rein vegetarische Variante. Das Curry-Ketchup ist auf selbem Wege unter der Teilenummer 199 398 500 B erhältlich.
2015 wurden 7,2 Millionen Volkswagen-Currywürste verkauft, etwa eine Million mehr als im Jahr zuvor. Somit übersteigt die Zahl der verkauften Würste die der Fahrzeugeinheiten der Kernmarke VW von 5,82 Millionen Fahrzeugen im gleichen Zeitraum. Die verkaufte Wurstmasse betrug 2015 etwa 850 Tonnen. Im gleichen Zeitraum kamen noch 600 Tonnen Gewürzketchup dazu. 2019 wurden rund 7 Millionen Currywürste in der eigenen Fleischerei hergestellt. Hinzu kamen mehr als 550 Tonnen Ketchup. 2023 wurden 8,33 Millionen Würste verkauft.
Nach dem Werksurlaub 2021 wurde die Currywurst in der Kantine des Wolfsburger Markenhochhauses nicht mehr angeboten, da sich nach Aussage der Konzernleitung von Volkswagen viele Mitarbeiter vegetarische und vegane Gerichte wünschten. Gleichzeitig betonte Volkswagen, dass die Neuausrichtung auch der Nachhaltigkeit diene. Im Sommer 2023 ergab eine Befragung der VW-Mitarbeiter, dass es den Wunsch zurück zur Currywurst gibt. Seit dem 7. August 2023 wird die Currywurst in der Kantine des Wolfsburger Markenhochhauses wieder angeboten. In den übrigen 29 von insgesamt 30 Kantinen von Volkswagen in Wolfsburg wurde Currywurst auch im Zeitraum 2021 bis 2023 angeboten.